# Trematopora pironai
Trematopora pironai är en mossdjursart som beskrevs av Vinassa de Regny 1910. Trematopora pironai ingår i släktet Trematopora och familjen Trematoporidae. Inga underarter finns listade i Catalogue of Life.